# Akant
Akant (Acanthus, L.) je rod 30 trajnih zelnatih rastlin iz družine Acanthaceae. Raste v Sredozemlju in v Aziji.

## Opis
Akant ima ostro izrezane rebraste liste in cvetove (bele, roza ali vijoličaste), ki so združeni v debeli vršni klas. Na Slovenskem rasteta dve vrsti: Acanthus ongifolius in Acanthus mollis. Višina variira od 40 cm do preko 2 m.

## Poreklo imena
Akant je svoje latinsko ime (Acanthus) dobil iz grške besede (ακανθος: trnast). Glede na starodavni grški mit, je bila Akanta  nimfa v katero se je zaljubil Apolon. Hotel jo je ugrabiti, a se je upirala in mu z nohti izpraskala obraz, zato jo je Apolon za kazen spremenil v bodečo rastlino.

## Izbrane vrste
- Acanthus balcanicus
- Acanthus dioscoridis
- Acanthus ebracteatus
- Acanthus eminens
- Acanthus hirsutus
- Acanthus hungaricus
- Acanthus ilicifolius
- Acanthus mollis
- Acanthus montanus
- Acanthus polystachyus
- Acanthus spinosus
- Acanthus syriacus

## Kultiviranje  in uporaba
Akant se sadi kot okrasna rastlina za polepšanje vrtov. Zaradi zdravilnih sestavin so ga nekdaj uporabljali proti črevesnim vnetjem, pikom pajkov in kot zdravilo proti tuberkulozi.
Od kultiviranih vrst, ki se sadijo kot okrasno rastlinje je zanimiv Acanthus mollis, ki ima velike, nazobčane liste, dolge do 80 cm, zelenkasto-rjave barve, ki se na zgornji strani svetijo in belo-rdečkaste cvetove. Cvete od maja do julija. Akant potrebuje senčno in sveže mesto z dosti vlage in dobro drenažo, ne prenaša mraza in nizke 
temperature. Sadi se, odvisno od vrste, spomladi ali v času setve.

## Akant v arhitekturi
Bodičasto akantovo listje je pogost dekorativen element v starogrški arhitekturi kot (korintski slog), kot tudi kasneje v rimski arhitekturi kot (kompozitni slog).